# Karl Kast
Karl Kast (* 23. Oktober 1919; † 30. Oktober 2011 in Gammertingen) war ein Politiker (CDU) und langjähriger Bürgermeister der Gemeinde Neufra (1962–1982).

## Leben
Kast trat 1962 in die CDU ein und war dort im Kreisverband Sigmaringen aktiv. In den 1980er Jahren trat er in die Senioren-Union ein, deren Kreisvorsitzender er Anfang des 21. Jahrhunderts mehrere Jahre lang war. Für die CDU saß Kast von 1965 bis 1985 im Kreisrat des Landkreises Sigmaringen.
Kast war 26 Jahre lang Direktor des Kreisaltenheimes in Gammertingen, Schöffe beim Landgericht Hechingen und Mitglied des Verwaltungsausschusses des Arbeitsamtes Balingen. Jahrelang war er zudem im Hauptausschuss des Verbandes baden-württembergischer Bürgermeister vertreten.
Beruflich arbeitete Kast nach dem Zweiten Weltkrieg 16 Jahre lang als Polizeibeamter und war anschließend 20 Jahre lang Bürgermeister in Neufra.
Besonders engagiert war er Sportfunktionär. Er war 25 Jahre lang Präsident des Turngaus Hohenzollern, außerdem Ehrenmitglied des Schwäbischen Turnerbundes und des Sportkreises Sigmaringen. Nach 20 Jahren als Vorsitzender des Turn- und Sportvereins Neufra wurde er dessen Ehrenvorsitzender.
Kast wurde am 4. November 2011 in Neufra beigesetzt.

## Auszeichnungen
Karl Kast war Träger des Bundesverdienstkreuzes 1. Klasse (1989), des Bundesverdienstkreuzes am Bande, der Konrad-Adenauer-Medaille der Senioren-Union (2005), einziger Ehrenpräsident des Turngaus Hohenzollern und Ehrenbürger der Gemeinde Neufra.